# Kujō (metropolitana di Kyoto)
Kujō (九条駅?, Kujō-eki) è una stazione della metropolitana di Kyoto che si trova nel quartiere di Minami-ku, a Kyoto. La stazione è servita dalla linea Karasuma gestita dall'Ufficio municipale dei trasporti di Kyoto.

## Struttura
La stazione è dotata di una banchina centrale a isola con due binari sotterranei.
| 1 | Linea Karasuma | per Takeda, Shin-Tanabe e Kintetsu-Nara |
| 2 | Linea Karasuma | per Kyōto, Shijō e Kokusai-kaikan       |

## Stazioni adiacenti
| «              | Servizio       | »              |
| Linea Karasuma | Linea Karasuma | Linea Karasuma |
| -------------- | -------------- | -------------- |
| Kyōto          | -              | Jūjō           |